# Primera Catalana
La Primera Catalana è una lega calcistica dilettantistica spagnola a cui prendono parte squadre dell'area della Catalogna. È una delle Divisiones Regionales. 
La lega organizza 1 campionato composto da 3 gironi di 16 squadre.

## Campioni
| Stagione  | Gruppo 1     | Gruppo 2         |
| --------- | ------------ | ---------------- |
| 1991–92   | Palafrugell  |                  |
| 1992–93   | Sants        |                  |
| 1993–94   | Gavà         |                  |
| 1994–95   | Santboià     |                  |
| 1995–96   | Badaloní     |                  |
| 1996–97   | Horta        |                  |
| 1997–98   | Balaguer     |                  |
| 1998–99   | Girona       |                  |
| 1999–2000 | Sant Andreu  |                  |
| 2000–01   | Manresa      |                  |
| 2001–02   | Granollers   |                  |
| 2002–03   | Banyoles     |                  |
| 2003–04   | Santboià     |                  |
| 2004–05   | Prat         |                  |
| 2005–06   | Blanes       |                  |
| 2006–07   | Cassà        |                  |
| 2007–08   | Cornellà     |                  |
| 2008–09   | Benavent     |                  |
| 2009–10   | Vilafranca   |                  |
| 2010–11   | Olot         |                  |
| 2011–12   | Figueres     | Rapitenca        |
| 2012–13   | Cerdanyola   | Ascó             |
| 2013–14   | Peralada     | Lloret           |
| 2015–16   | Vilassar Mar | Castelldefels    |
| 2016–17   | Horta        | Santboià         |
| 2017–18   | Grama        | CP San Cristóbal |
| 2018–19   | Vilassar Mar | FC Andorra       |
| 2019–20   | Girona B     | Montañesa        |
| 2020–21   |              |                  |

## Squadre stagione 2022-2023

### Gruppo 1
- Bescanò
- Guineueta
- Júpiter
- La Jonquera
- L'Escala
- Les Franqueses
- Llagostera B
- Lloret
- Manlleu
- Mataró
- Mollet
- Palamós
- Parets del Valles
- Sabadell Nord
- Sant Cugat
- Tona
- Rubí
- UE Vic
- Unificación Llefia
- Vic Riuprimer

### Gruppo 2
- Alcarràs
- Ascó
- Atletic Lleida 2019
- Borges Blanques
- Can Vidalet
- El Catllar
- Gandesa
- Gavà
- Martinenc
- Martorell
- Mollerussa
- Rapitenca
- Santboià
- Sant Ildefons
- Sant Just
- Solsona
- Tàrrega
- Viladecans
- Vilanova
- Vista Alegre